# Jule Böwe
Pour les articles homonymes, voir Jule et Böwe.
Jule Böwe, née Kathrin Cammann en 1969 à Rostock en Allemagne de l'Est, est une actrice allemande.

## Filmographie
- 1999 : Ganz unten, ganz oben (téléfilm)
- 2000 : Polizeiruf 110 (série télévisée) : Alida
- 2002 : Weil ich gut bin! (téléfilm) : Vera
- 2003 : Wolff's Turf (série télévisée) : Karina Stever
- 2003 : Everyday (téléfilm) : Franka Bischoff
- 2004 : Kleinruppin forever : la mère des jumeaux
- 2004 : Die Ärztin (téléfilm) : Kerstin Natya
- 2004 : Close : Anna
- 2005 : Let the Cat Out of the Bag : Doris
- 2006 : Gefangene : Irene
- 2006 : Black Sheep : Charlotte Heinze
- 2006 : Freundinnen fürs Leben (téléfilm) : Sophie
- 2006 : Blackout - Die Erinnerung ist tödlich (mini-série) : Nicole Schenker (6 épisodes)
- 2007 : Bella Block (série télévisée) : Claudia Fölske
- 2008 : Die Besucherin : Karola
- 2008 : Special Unit (série télévisée) : Klaudia Anhoff
- 2008 : Schokolade für den Chef (téléfilm) : Patrizia Mattusch
- 2008 : Torpedo (court métrage) : Cleo
- 2009 : Gravity : Sonja
- 2009 : Die Rote und Zora (court métrage) : Zora
- 2010 : Elf Onkel : la princesse anglaise
- 2010 : Carlos the Jackal (mini-série) : la militante allemande
- 2010 : Il était une fois un meurtre (Das letzte Schweigen) : Jana Gläser
- 2011 : Dating Lanzelot : douce souris
- 2012 : Vent d'Ouest (Westerland) : Tanja
- 2012 : Löwenzahn (série télévisée) : le jardinier
- 2012 : Russendisko : Jule
- 2013 : Der Kriminalist (série télévisée) : Jutta Meffert
- 2014 : Stubbe - Von Fall zu Fall (série télévisée) : Judith
- 2014 : Fiddlesticks : Sabine
- 2014 : Mord in Aschberg (téléfilm) : Gise Albrecht
- 2014 : Deep Gold (court métrage)
- 2015 : Ein idealer Ort (court métrage) : Kathrin
- 2015 : Blochin: Die Lebenden und die Toten (série télévisée) : Doreen (3 épisodes)
- 2014-2015 : Crime Scene Cleaner (série télévisée) : Merle (2 épisodes)
- 2015 : Fiddlesticks : Sabine
- 2016 : Die Stadt und die Macht (mini-série) : Saskia Butz (5 épisodes)
- 2016 : Affenkönig (Monkey King) : Ruth
- 2016 : Das kalte Herz : Barbara Munk
- 2017 : Rabbit School - Guardians of the Golden Egg : Ruth (voix)
- 2007-2018 : Tatort (série télévisée) : Wiebke Lohkamp / Nadines Mutter / Moni Fischer / Marielle (5 épisodes)
- 2019 : 1000 Ameisen : la mère de Robin